# Château de Southsea
Le château de Southsea (également connu au début de son existence sous le nom de château de Chaderton) fait partie des fortifications d'artillerie d'Henri VIII qu'on appelait aussi « Châteaux Henriciens ». Il fut construit en 1543 sur le front de mer à l'extrémité sud de l'île de Portsea (un lieu qui plus tard prit le nom de Southsea en référence au château). Ce château fut bâti pour surveiller l'entrée est menant au Solent et celle conduisant au port de Portsmouth. C'est tout près de cet endroit qu'Henri VIII regarda couler la Mary Rose en 1545.

## Histoire

Le plan du château en 1577

Le château fut construit pour la première fois en 1544, il existe cependant une hypothèse datant le début des travaux une année auparavant. Ceux-ci furent en partie payés par l'argent reçu lors de l'épisode de la dissolution des monastères. Le château fut construit autour d'un donjon carré. L'angle situé côté sud du château, donnant sur la mer, était doté d'un bastion et, côté nord, le schéma était identique. Quant aux côtés est et ouest, ils étaient constitués de plates-formes carrées réservées aux canons. En 1552, Édouard VI passa une nuit au château alors qu'il inspectait les ouvrages défensifs de Portsmouth. 
Au début du XVIIe siècle, le château était dépourvu d'armes de défense et en mars 1625, un incendie débuta et la fortification fut sérieusement endommagée. Il fallut dix années pour la réparer mais tous les efforts entrepris furent vains puisqu'ils aboutirent finalement à d'autres dégâts également causés par le feu en mars 1640.

## La guerre civile
Durant la Première révolution anglaise, le château fut d'abord dans les mains des forces royalistes obéissant aux ordres d'un certain capitaine Challoner. Ils déplacèrent les canons du château qui étaient maintenant dirigés vers l'intérieur des terres laissant le côté donnant sur la mer sans défense. Le château fut capturé par les Parlementaires pendant le Siège de Portsmouth (en) en septembre 1642, période durant laquelle la garnison royaliste était composée d'une douzaine d'hommes seulement. Les forces parlementaires qui assaillirent le château étaient constituées de 400 fantassins appuyés par des cavaliers. Équipés d'échelles, les Parlementaires s'approchèrent du fort de nuit et, bien que repérés et visés par les canons de Portsmouth, ils réussirent à atteindre le côté du château donnant sur la mer. Au même moment, un petit groupe s'approchait de l'entrée principale demandant la reddition du château. Le capitaine Challoner, quelque peu ivre, leur demanda alors de revenir le matin. 
Ce fut environ à ce moment-là que les canons de Portsmouth ouvrirent une nouvelle fois le feu sur les assaillants et les forces parlementaires répliquèrent en escaladant les murs et en prenant le contrôle du château, mais cette fois, elles ne rencontrèrent aucune opposition. Les forces parlementaires installèrent alors une importante garnison dans le château pour éviter qu'on le capture à nouveau. 

## Après la guerre civile
La guerre civile terminée, le château servit momentanément de prison. Dans les années 1680, il fut reconstruit d'après les plans de Bernard de Gomme et des changements significatifs virent le jour. Le château fut endommagé en août 1759 lors d'une explosion accidentelle de poudre à canon qui tua 17 personnes. Une nouvelle reconstruction débuta en 1814 et, la partie située au nord fut agrandie d'environ 6 à 9 m (20-30 pieds). De nouvelles douves furent formées et furent délimitées du château grâce à l'ajout d'une contrescarpe. En 1828, un phare fut bâti sur la plate-forme réservée aux canons située côté ouest. Ce phare, commandé par l'Amirauté et placé au-dessus des murs, s'élève à un peu plus de 10 m (34 pieds). Quelques années plus tard, dans les années 1830, il y eut une proposition visant à construire un canal de navigation reliant le rade de Langstone (en) au château. Un autre changement se produisit au château en 1844 lorsqu'il fut modifié pour servir de prison à 100 prisonniers militaires. Ces nouvelles dispositions durèrent six années jusqu'au moment où le château obtint sept emplacements à canons, modernes pour l'époque, perdant ainsi sa fonction de prison. 

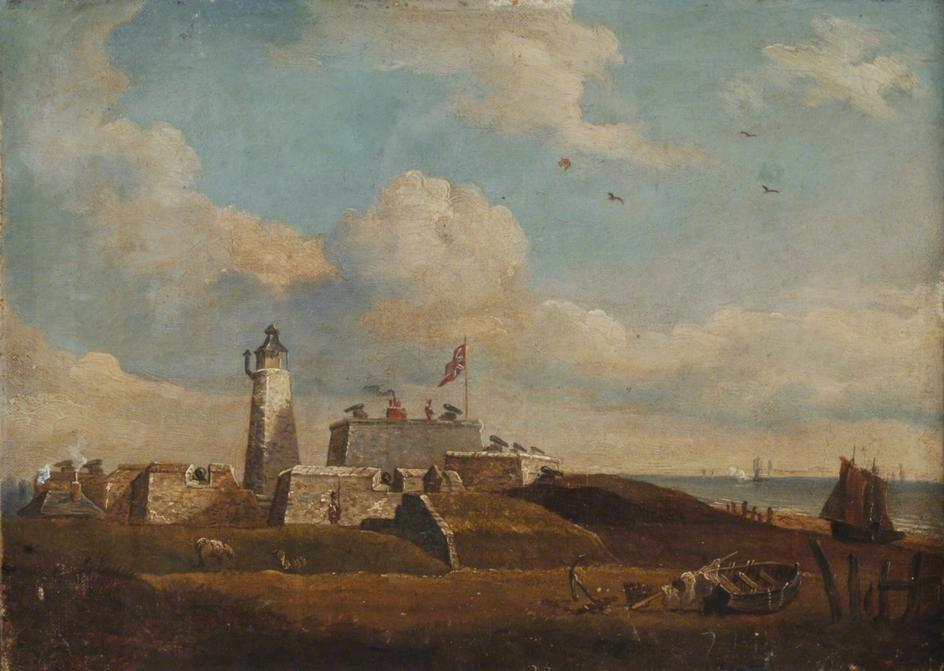
Une gravure du château vers 1850

Puis, en 1860, la quantité de poudre à canon augmenta de manière significative lorsque de nouvelles rangées de canons furent construites de chaque côté du château, à la suite des demandes faites par la Royal Commission on the Defence of the United Kingdom. Par conséquent, le château ne fut plus une fortification indépendante mais devint le centre de contrôle d'un système de défense plus vaste. 
Pendant la Première Guerre mondiale, le château fut d'abord gardé par la garnison royale d'artillerie (en), notamment par la 4e compagnie de l'armée territoriale appartenant à la garnison royale d'artillerie du Hampshire. Plus tard, ces unités furent transférées en France et remplacées par des volontaires appartenant à cette même garnison issue du Hampshire. 
Bien que toujours utilisé à des fins militaires, le château était devenu en 1929 une attraction touristique. Les visiteurs qui s'y rendaient pouvaient observer la garnison effectuant des tirs d'essai en direction de la mer.
Pendant la Deuxième Guerre mondiale, le château fut touché par un certain nombre de bombes incendiaires qui ne provoquèrent pas de gros dégâts. Il était gardé par diverses unités comprenant celle de l'artillerie côtière appartenant à l'armée régulière et par la Home Guard.
Le 23 juin 1940, le château fut impliqué dans un conflit armé avec les navires français qui avaient échappé à la chute de la France. La garnison reçut l'ordre de se préparer à tirer sur les petits bateaux français alors que le contre-torpilleur Léopard répliquait en pointant ses armes en direction du château. Le conflit se termina le 3 juillet lorsque les forces britanniques montèrent à bord des navires lors de la bataille de Mers el-Kébir.

## Sa fonction civile

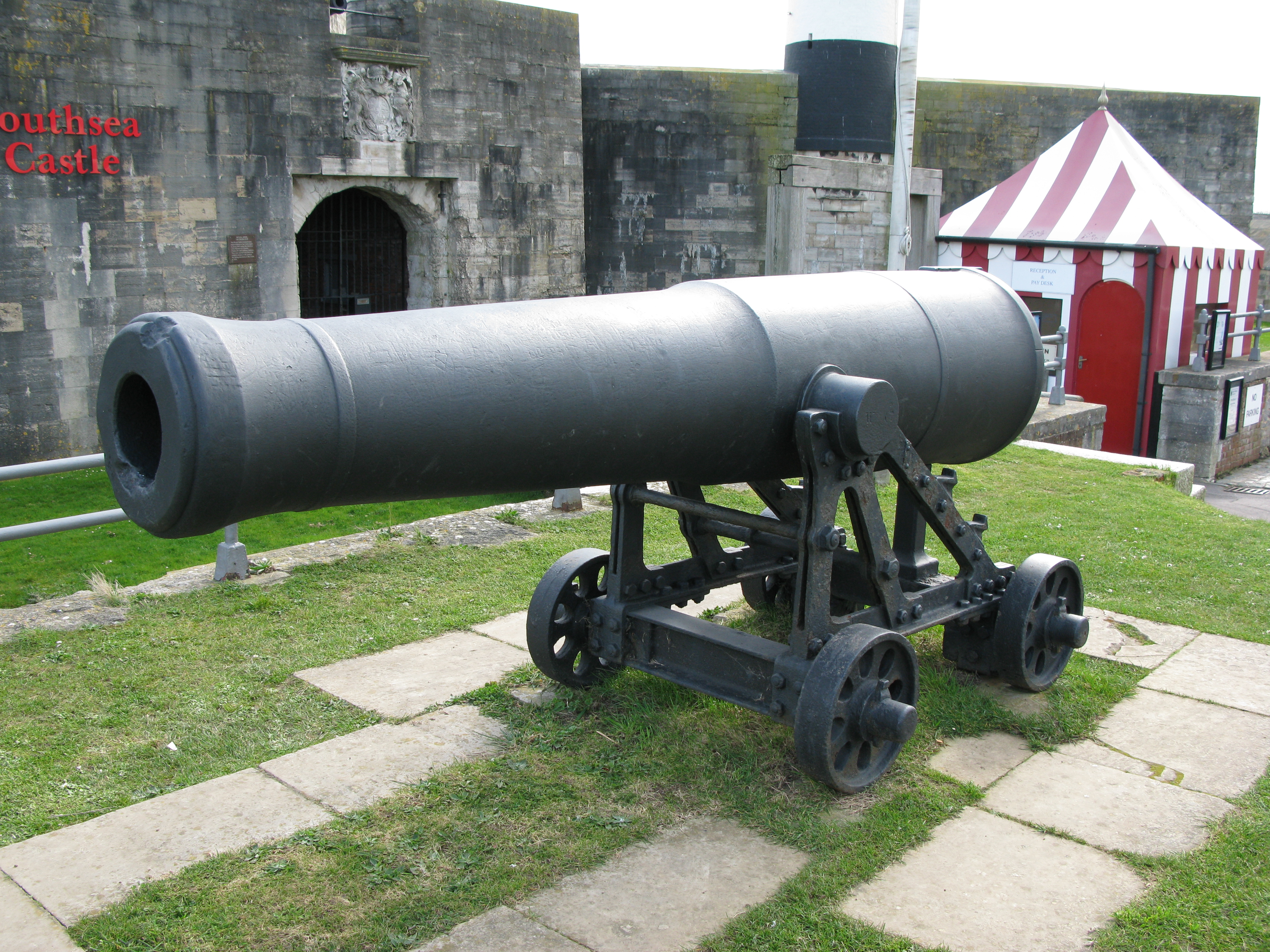
Un canon du château

En 1960, le conseil municipal de Portsmouth prit le contrôle du château et en 1967, il fut ouvert au public en tant que musée.
Au cours de l'année 1975, il accueillit 99 704 visiteurs. Actuellement, le château est une attraction touristique gérée par le conseil municipal de Portsmouth. En été, les visiteurs peuvent explorer le château et ses remparts en payant un droit d'entrée. On peut également louer le château pour des mariages ou pour des fêtes. La zone située à proximité, connue sous le nom de Castle Field, forme un amphithéâtre naturel utilisé lors d'activités publiques variées, incluant les foires, les concerts et les festivals. Parmi les divers objets exposés au château, on peut voir une collection de canons. 
Avant sa réouverture en 2011, le château fut l'objet d'un grand nettoyage décidé par le conseil municipal de Portsmouth.

## Sources
- (en) Cet article est partiellement ou en totalité issu de l’article de Wikipédia en anglais intitulé « Southsea Castle » (voir la liste des auteurs).